# Burgonyafélék
A burgonyafélék (Solanaceae) a valódi kétszikűek egyik családja, amelybe lágyszárúak és cserjék is tartoznak. Régebbi nevük csucsorfélék vagy ebszőlőfélék. (A „csucsor” szó a nyelvújítás terméke; a csúcs főnév -r képzős származéka. A jelölt növények dudoros gumójuk vagy termésük alapján kaphatták a nevet.)
A család mintegy 2500 fajának legtöbbje Közép- és Dél-Amerikában honos. Alkaloid hatású glükozidokban gazdagok; toxicitásuk az enyhe irritációtól a halálos méregig terjed. Számos fajuk ehető, míg mások mérgezőek (némelyiknek ehető és mérgező része is van).
A család jellemzően etnobotanikus, tehát az ember sok faját hasznosítja. Fontos táplálék-, fűszer- és gyógyszeralapanyag-forrás. Sok mérgező gyomnövény mellett ide tartozik a nadragulya, az angyaltrombita, a paprika, a dohány, a paradicsom, burgonya, padlizsán és a petúnia is.

## Rendszerezésük

### APG IV
Az APG IV-rendszer a családot a valódi kétszikűek lamiids kládjának burgonyavirágúak (Solanales) rendjébe sorolja.

### Hagyományos rendszerezések
- Cronquist[2] az Asteridae alrend Solanales rendjébe, Soó Rezső a Rosidae alrend Solanales rendjébe, míg Tahtadzsján[3] a Lamiidae alosztályba sorolja szintén Solanales rendként.

## Jellemzésük

### Virág
Virágaik hímnősek, sugaras szimmetriájúak. Az öt csészelevél összeforrt, a szirmok szintén. A magház felső állású, a termő két termőlevélből nőtt össze.

### Termés
Terméseik tok (például dohány), húsos falú tok, vagy bogyó (például paradicsom, paprika, padlizsán).